# Kim Gordon
Kim Althea Gordon (Rochester, Nueva York; 28 de abril de 1953) es una cantante, guitarrista, bajista y escritora estadounidense, miembro fundador del grupo de rock alternativo Sonic Youth.

## Biografía

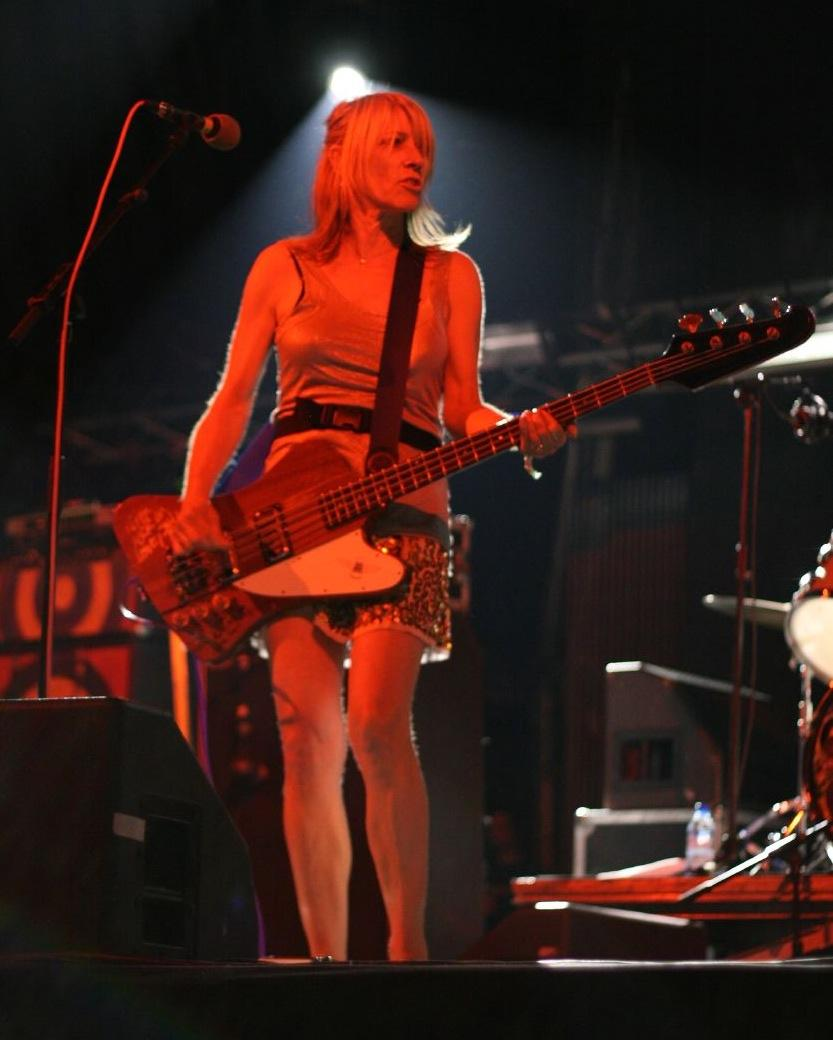
Kim Gordon en el Primavera Sound de 2005

Nacida en Rochester, Nueva York, Gordon se crio en Los Ángeles, donde su padre era profesor en la Universidad de California. Después de graduarse del Otis College of Art and Design de Los Ángeles, se mudó a la ciudad de Nueva York para comenzar una carrera artística. Allí formó Sonic Youth en 1981 con Thurston Moore, con quien se casaría en 1984. La banda lanzó un total de seis álbumes en sellos independientes antes de finales de 1990. Posteriormente lanzarían nueve álbumes de estudio bajo el sello DGC Records, comenzando con Goo en 1990.
Además de pertenecer a Sonic Youth, tiene discos en solitario, fue líder de Free Kitten, parte de la banda Harry Crews, y ha colaborado con muchos otros músicos como Ikue Mori, DJ Olive, William Winant, Lydia Lunch, Alan Licht, y Chris Corsano. Como escritora ha publicado multitud de ensayos y artículos. Entre sus contribuciones recientes se encuentra el texto para el catálogo de la exposición Pop Politics: Activismos a 33 Revoluciones (Centro de Arte 2 de mayo, Madrid, 2012-2013), comisariada por Iván López Munuera.
El 14 de octubre de 2011 Matador Records anunció que después de 27 años de matrimonio Kim Gordon y Thurston Moore se separan, poniendo fin a Sonic Youth.
En 2019 editó su primer disco en solitario titulado "No home record".

## Influencias
En una entrevista de 2015 para la revista AnOther dijo:
“Inicialmente, me inspiraron The Slits, The Raincoats, Siouxsie Sioux y Patti Smith. Luego estaban The Runaways, Janis Joplin, Tina Turner, la mejor intérprete, y Billie Holiday. Y más recientemente, personas como Catherine Ribeiro, una cantante francesa".

## Discografía

### Solista
- No Home Record (2019)
- The Collective (2024)

### Con Free Kitten
- Unboxed (1994)
- Nice Ass (1995)
- Sentimental Education (1997)
- Inherit (2008)

### Con Body/Head
- Body/Head 12" (2013)
- Coming Apart (2013)
- No Waves (2016)
- The Switch (2018)

### Con Glitterbust
- Glitterbust (2016)